# パボリノス
パボリノスまたはファウォリヌス（希: Φαβωρίνος, Phabōrinos, 羅: Favorinus, 80年頃 - 150年頃）は、ローマ帝国期のガリア人の半陰陽のギリシア語弁論家、哲学者。弁論家としては第二次ソフィスト思潮、哲学者としては折衷主義と穏健な懐疑主義に属する。
ディオゲネス・ラエルティオス『ギリシア哲学者列伝』等の情報源の著者としても知られる。

## 人物
ピロストラトス『ソフィスト列伝』に伝記がある。
ピロストラトスによれば、生まれつきの両性具有であり、年老いても髭が生えず、声も宦官（古希: εὐνοῦχος）のような高い声だった。同時に、姦通罪で訴えられた経歴もあるほど恋愛に情熱的な人物でもあった。
ガリアのアレラテ（現フランスのアルル）にガリア人として生まれ、おそらくマッシリア（現マルセイユ）でギリシア語を学んだ。成人後ローマに移り、哲学者で第二次ソフィストのディオン・クリュソストモスに師事した。
ハドリアヌス帝の寵愛を得たが、あるとき不興を買い（『ローマ皇帝群像』にその描写がある）、キオス島に流された。これを受けて、アテナイに建てられていたパボリノスの銅像も撤去された。アントニウス・ピウスの代になると赦された。
第二次ソフィストのポレモンとライバル関係にあり、イオニアの諸都市を巻き込む党派争いを展開した。友人にプルタルコス、キュニコス派のデメトリオスがいた。教え子にヘロデス・アッティコス、アウルス・ゲッリウス、マルクス・コルネリウス・フロントがいた。とくにヘロデスに対しては、ローマの邸宅・蔵書・インド人奴隷を遺贈した。

## 作品・受容
パボリノスの作品は全て散逸している。
弁論作品では、3篇が断片的に伝わり、うち1篇はパピルス文書で伝わる。また『夭折者について』『剣闘士のために』『入浴のために』という題名が伝わる。ディオン・クリュソストモス『弁論集』第37篇（コリント人の銅像撤去にかんする弁論）は、ディオンではなくパボリノスの作品とする説もある。ピロストラトスによれば、流暢な即席弁論やリズム等に秀でていたが、師のディオンの影響は薄かった。
哲学作品では、『ピュロンの方式（トロポス）について』『プルタルコス、あるいはアカデメイア派の性向について』などの題名が伝わる。プルタルコス『モラリア』所収『冷の原理について』や『食卓歓談集』では、パボリノスはペリパトス派・アリストテレス信奉者として扱われている。プルタルコスの著作目録『ランプリアス・カタログ』には、『友愛に関するパボリノス宛の書簡』という題名が伝わる。その他、ガレノス『最良の学説について』からも、パボリノスの哲学が窺える。
パボリノスの『覚書』（Ἀπομνημονεύματα）と『歴史研究雑録集』（Παντοδαπὴ ἱστορία）を、ディオゲネス・ラエルティオスは『ギリシア哲学者列伝』で約50回参照しており、同書の原資料著者で最多となっている。また、教え子のゲッリウス『アッティカの夜』も多くの言説を伝えている。その他、アイリアノスやアテナイオスも情報源としている。
ルキアノスの『宦官』『ヘラクレス』に出てくる人物のモデルとも推測される。